# کرکر (سلسله)
کرکر (KarKar)، روستایی از توابع بخش فیروزآباد شهرستان سلسله در استان لرستان ایران است. زبان مردم این روستا کردی به گویش لکی و مذهب آنان شیعه است.

## جمعیت
این روستا در دهستان فیروزآباد قرار دارد و بر اساس سرشماری مرکز آمار ایران در سال ۱۳۹۵، جمعیت آن ۳۲۲ نفر بوده که ۱۶۵ نفر مرد و ۱۵۷ نفر زن بوده اند. این در حالی است که جمعیت این روستا در مقایسه با سرشماری سال ۱۳۸۵ ، ۹۸ نفر کاهش داشته است! روستای کرکر دارای ۹۹ خانوار می باشد.